# IRedstone
iRedstone ist eine App, die elektro- und informationstechnische Grundlagen über das populäre Computerspiel Minecraft vermittelt. Die Software ist für Smartphones, Tablets und Computer verfügbar.
Dabei greift die App auf das Redstone-System zurück, mit dem in Minecraft einfache Schaltkreise nachgebaut werden können.
iRedstone ist das umfangreichste Nachschlagwerk zum Redstone-System in Minecraft, insbesondere im deutschen Sprachraum und mit über 4 Millionen Nutzern eine der bekanntesten Minecraft-Assistenz-Apps. Die App wird von den deutschen Entwicklern Frederik Riedel und Larissa Laich, später Frogg GmbH entwickelt und ist seit 2012 für iOS, Android und Mac OS verfügbar. Die App ist auf Deutsch, Englisch und 15 weitere Sprachen übersetzt.

## Hintergrund
Die Redstone-Technologie in Minecraft bereitet die Grundlage für elektrotechnische Schaltkreise. Sogenannte Redstone-Leitungen können entweder ein aktives oder inaktives Signal weiterleiten. Dadurch ist die Grundlage für einfache binäre Schaltkreise gegeben, sodass Logikgatter zusammengebaut werden können. Aus diesen Logikgattern können dann – wie in der normalen Elektrotechnik üblich – größere Mechanismen entworfen werden, beispielsweise ein Binärrechner.
All diese Themen werden in der App behandelt und erklärt, sodass Minecraft und iRedstone in diesem Fall als Bildungswerkzeug eingesetzt werden.

## Aufbau und Inhalte der App
Die App verfügt über ein Hauptmenü mit verschiedenen Kategorien, in die die einzelnen Anleitungen und Erklärungen untergliedert sind:
| Kategorie-Titel               | Beschreibung | Beispiele                                                           |
| ----------------------------- | --- | ------------------------------------------------------------------- |
| Bibliothek                    | Auflistung, Erklärung von Rezepten von redstonespezifischen Gegenständen in Minecraft.                               | Redstone-Block, Redstone-Staub, Redstone-Erz                        |
| Nützliche Mechanismen         | Kleinere Mechanismen, die in allerlei Hinsichten hilfreich sein können.                                              | Relais, Zufallsgenerator, Blockaustauscher                          |
| Transport & Aufzüge           | Transportmittel, die Menschen, Gegenstände und Tiere vertikal oder horizontal transportieren können.                 | Aufzüge, Fließbänder, Minecarts                                     |
| Farmen & Produktion           | Automatisierte Farmen und Produktionsanlagen zur Herstellung von Nahrungsmitteln und anderen Verbrauchsgegenständen. | vollautomatische Mehrzweckfarm, Zuckerrohrfarm, Cobblestonefarm     |
| Tore & Portale                | Interessante, versteckte oder geheime Tore, die besonders groß, abenteuerlich oder ungewöhnlich sind.                | 3x3 Kolben-Tor, Burgtor, Lavazugbrücke, Sensortür                   |
| Hausbau & Accessories         | Kleinere Konstruktionen, die beim Hausbau oder im Garten nützlich sein können.                                       | Brunnen, Dusche, Kühlschrank, Tisch, Beleuchtung                    |
| Fallen                        | Gemeine und hinterhältige Fallen, um andere Spieler oder Monster einzufangen oder abzuschrecken.                     | Teppichfalle, Wüsten-Falle, Kistenfalle, TNT Falle                  |
| Abenteuer-Maps                | Ideen und Konstruktionen für Hindernisse in Abenteuer-Maps.                                                          | Todeisprung, Bogenschützen-Portal, Jump-Map                         |
| Spiele & Spaß                 | Spaßige, teilweise sinnlose Entdeckungen in Minecraft, meist redstonespezifisch.                                     | Spaß mit Partikeln, Tanzfläche, Vier Gewinnt, sprechender Mülleimer |
| Verteidigung & Kanonen        | Mechanismen, die zu Verteidigungszwecken eingesetzt werden können.                                                   | Kanonen, Backupausrüstung                                           |
| BefehlsBlock                  | Erklärungen zum Befehls-Block, einer programmierbaren Einheit in Minecraft.                                          | Grundlagen, Effekte, Partikel, wichtige Befehle                     |
| Elektrotechnik & Logik-Gatter | Erklärung der Grundlagen der Elektrotechnik, sowie der wichtigsten Gatter.                                           | UND-Gatter, ODER-Gatter, NICHT-Gatter, exklusive Gatter             |
| Computer                      | Der Bau von komplexeren Mechanismen in Kombination mit den Logik-Gattern wird erklärt.                               | Binärrechner, Segment-Display, Halbadierer                          |
| Signaltechnologien            | Mechanismen zur Verarbeitung von Signalstärke, Signallänge und Signalspeicherung.                                    | Blinkschaltung, BUD-Switch, Signallängenerhöher, Signallängenstärke |

## Rezeption
iRedstone kommt in Kritiken und Testberichten überwiegend positiv an. Die AppStore- und Google-Play-Store-Bewertungen sind meist positiv bei einem Durchschnitt von 4,9 Sternen.

### Erfolge, Auszeichnungen und Top-Charts
iRedstone wird weltweit von Schülern und Studenten eingesetzt und wurde bereits millionenfach heruntergeladen. Im Januar 2013 war sie in den Top-5 meistgekauften Apps im deutschen iTunes-Store vertreten und ist immer wieder die international meistverkaufte App in der Bildungskategorie im iTunes-Store und GooglePlay-Store.
Im Dezember 2013 erhielt iRedstone im deutschen iTunes Store die Auszeichnung "Das Beste aus 2013".

### Kritiken und Testberichte
„Diese App ist Ihr Geld wert und hat die durchschnittliche Bewertung mit fünf von fünf Sternen im App-Store definitiv verdient. Die Minecraft-Anleitungen sind sehr gut und Schritt für Schritt erklärt, sodass nichts schief gehen kann. Außerdem gibt es regelmäßige Updates und falls Sie eine Erklärung doch mal nicht verstanden haben, können Sie den Entwickler direkt fragen.“

„Wenn ihr Redstone-Fans seid, dann ist diese App sehr hilfreich und dann kann man wirklich viel Zeit damit vertreiben. Man bekommt alle möglichen Infos, das ist Wahnsinn.“

„There is no question that the app reflects the developers love of Minecraft. The details, the categories that make sense and the precise instructions make the application a must-have download for any Minecraft player.“